# Crambus perlellus
Crambus perlellus là một loài bướm đêm trong họ Crambidae.